# Alisa (gruppo musicale)
Alisa (in russo Алиса?) è un gruppo rock sovietico e russo formatosi nel 1983 a Leningrado. Il leader e autore della maggior parte delle canzoni è Konstantin Kinčev e il genere musicale è cambiato nel corso degli anni, dalla new wave della metà degli anni ottanta all'hard rock del 1987-1995, con influenze heavy metal negli anni 2000.
I primi tre album della band - Ėnergija (1985), Blok ada (1987) e Šestoj lesničij (1989) - hanno venduto ciascuno più di 1 milione di copie. Inoltre, due degli album del gruppo hanno stabilito record per la quantità di fondi raccolti tra tutti i progetti di crowdfunding in Russia: Ekscess è stato il detentore del record nel 2016-2018 con 11,3 milioni di rubli, mentre Posolon' detiene il record dal 2019 con 17,4 milioni di rubli.

## Storia

### Nascita
Gli Alisa si sono formati nell'aprile 1983 a Leningrado dopo lo scioglimento della band Chrustal'nyj Šar, il cui leader era Svjatoslav Zaderij. Il tastierista Pavel Kondratenko gli consigliò di unirsi con Andrej Šatalin, chitarrista del gruppo Demokritov kolodec appena scioltosi.
(Intervista a Svjatoslav Zaderij per Zabriski Rider del 1998)
Zaderij portò Šatalin nel suo gruppo e Michail Nefëdov, che aveva suonato con Zaderij nei Chrustal'nyj Šar, divenne il batterista. Zaderij invitò il suo amico Pëtr Samojlov, il leader dell'ex gruppo studentesco Zolotoe vremja, a diventare il cantante. Poi Zaderij prese nel gruppo il sassofonista Boris Borisov, cosa che offese Samojlov, che un tempo non lo accettò nei Zolotoe vremja. Di conseguenza, Samojlov lasciò il gruppo e Borisov divenne il cantante.
I membri del gruppo appena formato ebbero inevitabilmente dei dubbi riguardo alla direzione musicale da prendere, ma Zaderij risolse la questione:
(Intervista a Svjatoslav Zaderij per Zabriski Rider del 1998)
Il primo progetto ufficiale che il gruppo presentò al pubblico del II festival del Leningradskij rok-klub fu il programma "Krivozerkal'e". Fu durante questa esibizione che Konstantin Kinčev, ascoltò per la prima volta il gruppo.

### Ingresso di Konstantin Kinčev

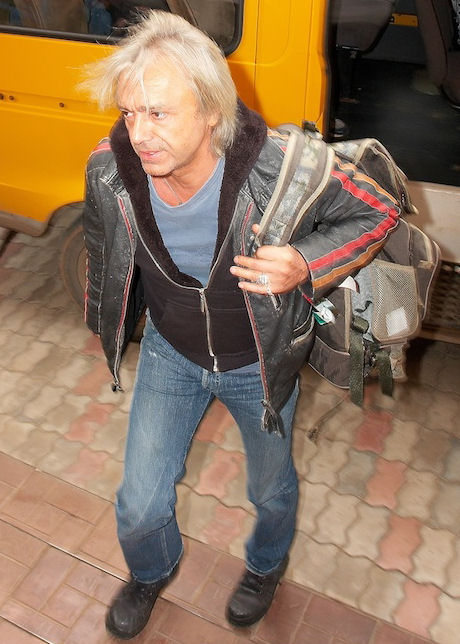
Konstantin Kinčev

La popolarità si diffuse dopo la loro esibizione al Leningradskij rok-klub, dove eseguirono le canzoni My vmeste e Moë pokolenie, scritte dal nuovo cantante Konstantin Kinčev, che si unì alla band nel 1984. Le performance di Kinčev con il trucco di scena fecero una grande impressione sul pubblico, secondo i ricordi di Joanna Stingray:
Nel 1985 gli Alisa pubblicarono su nastro magnetico il loro primo album Ėnergija (Энергия), registrato nello studio dell'ingegnere del suono Andrej Tropillo. I testi includono frammenti e citazioni di Charles Baudelaire, Michail Bulgakov, Nikolaj Gogol' e Nikolaj Ostrovskij. Le canzoni Eksperimentator e My vmeste divennero i primi successi del gruppo.
Nel 1985 gli Alisa parteciparono al film televisivo Perestupit' čertu e nel 1987 uscì al cinema Vzlomščik di Valerij Ogorodnikov, in cui Konstantin Kinčev interpretò un ruolo secondario (il fratello del personaggio principale).

### Uscita di Zaderij
Nel 1986 il fondatore del gruppo Svjatoslav Zaderij lo abbandonò per fondare i Nate! e Kinčev rimase l'unico leader degli Alisa. Nel 1987 uscì l'album Blok Ada (Блок Ада), registrato in tre serate durante il festival Rok-Niva a Šušary, fuori Leningrado, e diventato la base per il programma del concerto. Anche la canzone Totalitarnyj rėp è stata scritta lì. Konstantin Kinčev sulla registrazione dell'album:
Il festival Rok-Niva fu organizzato da Tropillo dal 16 al 22 maggio 1987 con l'obiettivo di registrare e filmare quanto più materiale possibile. Riuscì a portare a Šušary lo studio di registrazione mobile MCI (noto anche come "Tonvagen" e di proprietà dell'etichetta statale Melodija), e lo studio televisivo mobile PTS dall'Estonia. Per decisione delle autorità, le riprese video furono annullate all'ultimo momento. Alla fine fu possibile filmare solo una piccola parte dell'esibizione con una piccola telecamera. Presumibilmente fu il festival di Šušary a dare inizio all'amicizia tra Konstantin Kinčev e Jurij Ševčuk. Nel programma Letopis' di Naše radio, Konstantin Kinčev ha ricordato di aver presentato per la prima volta al pubblico Totalitarnyj rėp nel backstage del festival a Šušary, una regione nota per il suo carcere di massima sicurezza. Il 16 maggio 1987 i musicisti hanno festeggiato il compleanno di Jurij Ševčuk che ha presentato ai suoi colleghi una nuova canzone, Revolucija. In risposta, il leader degli Alisa ha letto il suo rap.
(Konstantin Kinčev)
L'album, secondo Kinčev, a differenza di Ėnergija, trasmetteva già in modo affidabile lo stato del gruppo ed era il primo ad esprimere chiaramente lo stile dei suoi testi. La canzone Krasnoe na čërnom divenne il successo principale dell'album, il "biglietto da visita" del gruppo e definì anche i colori distintivi degli Alisa e dei suoi fan (rosso e nero). Anche la canzone Sterch, scritta da Kinčev nella primavera del 1987, col tempo divenne piuttosto popolare, anche se non fu presentata al V festival del Leningradskij rok-klub. Dopo l'esibizione principale, Kinčev provò a presentare al pubblico l'inedito Sterch:
- После этого выходить было глупо, - говорил он потом в ответ на вопрос, почему не спел на фестивале "главную" песню.»
- Dopo questo è stato stupido uscire - disse più tardi in risposta alla domanda sul perché non avesse cantato la canzone “principale” al festival.»
Nello stesso anno Konstantin Kinčev ha partecipato all'esecuzione della canzone Komsomol'skij bilet dall'album Glasnost' del gruppo Obʺekt nasmešek.
Nell'autunno del 1987 scoppiò lo scandalo Kinčev che costrinse gli Alisa ad esibirsi solo in acustico.
Nel 1988 il gruppo registrò l'album Šestoj lesničij. In quel periodo, il giovane chitarrista Igor' Čumyčkin si unì alla band con il sostegno di Jurij Naumov. Nell'estate dello stesso anno gli Alisa suonarono al VI festival del Leningradskij rok-klub, filmato dalla società Russkoe video, e a un concerto rock al Palazzo dello Sport di Kiev, al quale partecipano anche i DDT, Čërnyj kofe, Ol'ga Kormuchina e i Nautilus Pompilius. Nel 1989 il gruppo si recò negli Stati Uniti per il tour “Red Wave”.
Nel 1989 gli Alisa incisero l'album St. 206 č. 2, con testi di sfida che discutevano, principalmente, i problemi della rigida censura in Unione Sovietica. Il master andò perso e fu ritrovato solo nel 1994, anno nel quale venne pubblicato. Nella primavera del 1989 entrò nel gruppo un nuovo tastierista, Andrej Korolëv, e successivamente Šatalin, soddisfatto della sua carriera solista, tornò nel gruppo e condivise le parti di chitarra con Čumyčkin. Dopo lunghi sforzi, il gruppo registrò e pubblicò nel 1989 l'album Šestoj lesničij. Nel settembre 1989 il gruppo si esibì al Monstry roka SSSR allo Stadio Metallurg di Čerepovec.

### Anni novanta
Nell'autunno del 1990, gli Alisa presentano a Mosca un nuovo programma di concerti "Šabaš", che costituì la base dell'album successivo. La band era all'apice della fama e fu creato il fan club Armija Alisa e nel 1991 Konstantin ricevette il premio musicale Ovacija nella categoria “Miglior cantante rock”.
Nel 1991 uscì l'album Šabaš (Шабаш), considerato il primo doppio disco live del rock russo. Includeva 8 nuove canzoni scritte dopo il 1988 e 7 successi selezionati scritti in precedenza. La presentazione dell'album fu un grande evento. Šabaš è dedicato al caro amico di Konstantin Kinčev, Aleksandr Bašlačëv, morto il 17 febbraio 1988. Il titolo stesso dell'album è composto dalle due sillabe del suo nome e cognome (ŠaŠABAŠlačëv). Konstantin Kinčev lo ha definito il miglior album della band nel 1996.
Il 26 settembre 1992 Kinčev si convertì all'ortodossia. Da quel momento, il tema di Dio e della fede ha iniziato a occupare un posto sempre più importante nella sua opera. Prima del battesimo, Kinčev portava una croce all'orecchio, ma in seguito iniziò a tenerla sul petto.
Il 12 aprile 1993, poco dopo la presentazione del nuovo album Dlja tech, kto svalilsja s Luny (Для тех, кто свалился с Луны), Igor' Čumyčkin si suicidò e questa perdita divenne la più dura per la band. Per circa un anno il gruppo non tenne concerti cercando di riprendersi dallo shock, registrando in seguito l'album Čërnaja Metka (Чёрная Метка) del 1994 in memoria del musicista. 
Nel 1996 uscì Jazz (1996), album realizzato con uno stile fusion e tematiche filosofiche, e nel 1997 il gruppo incise l'album Duren' (Дурень), con il nuovo successo Trassa E-95.
Nel 1998, Evgenij Lëvin entrò nella band come chitarrista.

### Anni duemila
Nel 2000, uscì l'album Solncevorot (Солнцеворот), dove il titolo in copertina presentava elementi simili a delle svastiche. Kinčev fu quindi accusato di fascismo da alcuni giornalisti, ma rispose spiegando che era un simbolo della discesa dello Spirito Santo, e ha persino voluto distribuire il CD con sopra la copertina un adesivo contenente la citazione "Sono solo un antifascista!" dalla canzone Totalitarnyj rėp.
Nel 2001, fu pubblicato l'album Tancevat' (Танцевать).
A partire dall'album Sejčas pozdnee, čem ty dumaeš' (Сейчас позднее, чем ты думаешь) del 2003, il suono del gruppo diventò radicalmente più pesante, con l'ortodossia di Kinčev come tema principale. Nel novembre del 2003 i fondatori del gruppo, il chitarrista Andrej Šatalin e il batterista Michail Nefëdov, lasciarono la band. Al loro posto entrarono Igor' Romanov (chitarra) e Andrej Vdovičenko (batteria). I successivi album Izgoj (Изгой) del 2005 e Stat' Severa (Стать Севера) del 2007 sono sempre incentrati sull'ortodossia.
Nel 2009, Kinčev produsse e i musicisti degli Alisa parteciparono alla registrazione della prima parte del tributo Vychod Drakona alla memoria del musicista Rikošet degli Obʺekt nasmešek.

### Anni duemiladieci
Nel 2010, gli Alisa pubblicarono Ъ, incentrato più sull'attualità che alla religione.

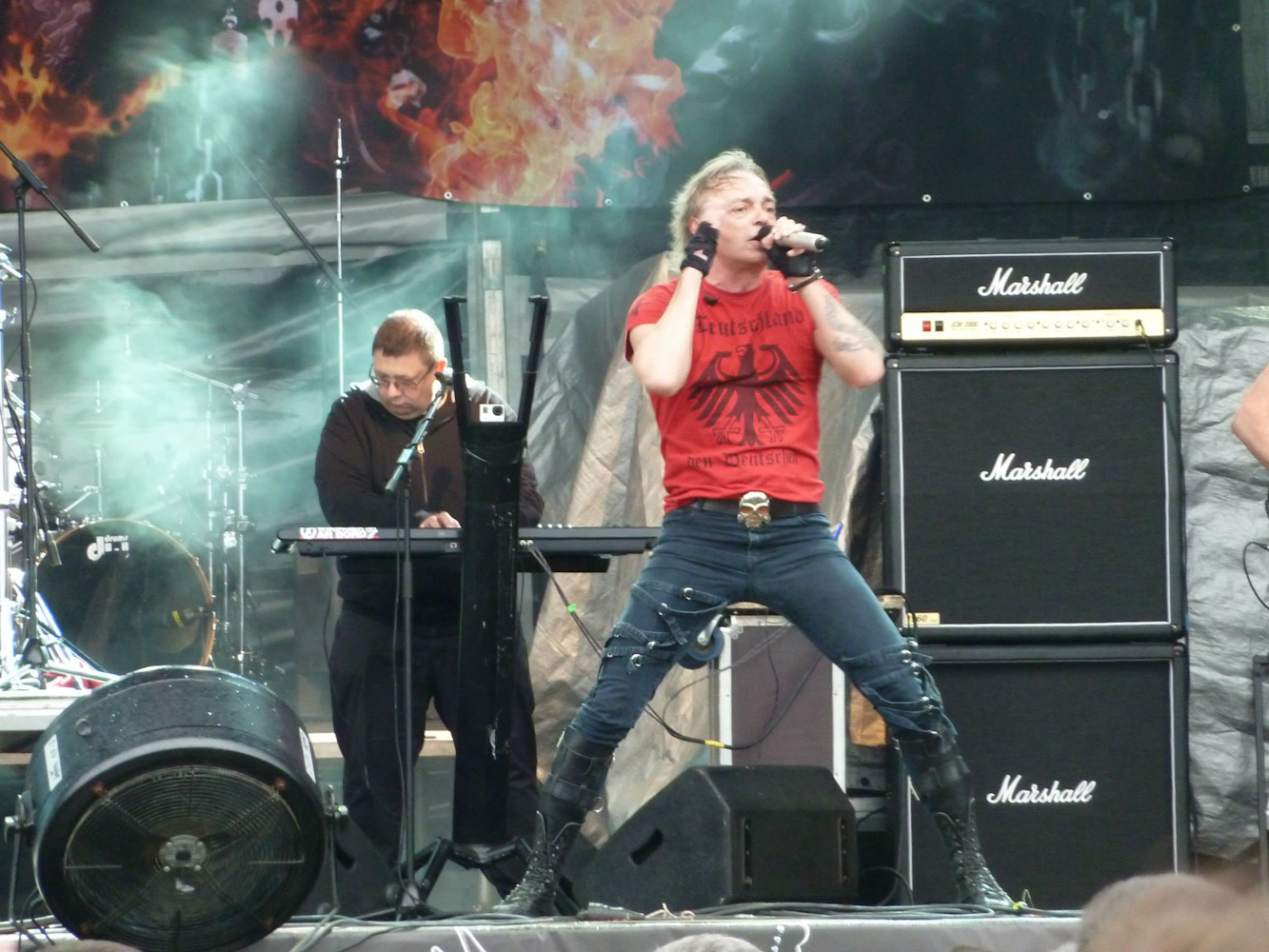
Gli Alisa al Kavarna Rock Fest 2013 in Bulgaria.

Il 6 maggio 2011 è morto il fondatore della band Svjatoslav Zaderij
Il 25 settembre 2011, gli Alisa pubblicano il nuovo album 20.12, diciassettesimo disco in studio che riprende le tematiche di Ъ e unisce l'esperienza già accumulata con la ricerca di nuove estetiche. 
Durante l'esibizione del gruppo a Saratov nel 2011, durante l'esibizione di Totalitarnyj rėp, Kinčev ha parlato contro il governo di Vladimir Putin e ha invitato gli abitanti della città a recarsi a una manifestazione. Nello stesso anno, si presentò a interviste e concerti indossando magliette con la scritta “Ortodossia o morte!” (in russo Православие или смерть!?, Pravoslavie ili smert'!), spiegando che era una rivisitazione di una citazione di Teofano il Recluso.
Nel giugno 2012, gli Alisa hanno partecipato al primo festival rock “Ostrov” di Arcangelo, esibendosi anche nelle edizioni successive.
Il 29 settembre 2012 è stato pubblicato il 18º album in studio degli Alisa, Sabotaž (Саботаж), ottenendo grande successo di vendite in Russia. Nel 2013, in onore del 30º anniversario del gruppo, è stato annunciata l'uscita di un nuovo album per l'anno successivo.
Il 14 marzo 2013, il sito ufficiale della band ha pubblicato una dichiarazione di Konstantin Kinčev in merito a un articolo del quotidiano Kommersant pubblicato dal giornalista Aleksej Ljubimov. Kinčev ha chiesto al giornale di pubblicare una ritrattazione dell'articolo che, secondo lui, non corrisponde alla realtà e diffama il suo onore e la sua dignità entro il 23 marzo 2013, ma la direzione del quotidiano ha respinto la richiesta.
Nell'autunno 2013, gli Alisa hanno intrapreso un tour dedicato al trentesimo anniversario della band. I musicisti avrebbero dovuto esibirsi in trentacinque città in Russia, Ucraina e Bielorussia, ma a causa dell'Euromaidan la band ha prima rinviato e poi cancellato tutte le date ucraine.
Nel 2014 è stato pubblicato l'album Cirk (Цирк), la cui presentazione si è tenuta in molte città della Russia.
Il ventesimo album, Ėkscess (Эксцесс) è stato pubblicato nel settembre 2016 ed è stato il primo della band prodotto con il crowdfunding.
Nel 2018, gli Alisa hanno celebrato il loro 35° anniversario con un tour di concerti su larga scala.
Il 20 marzo 2018, nelle comunità ufficiali della band, sui social Facebook e VKontakte, è stata data notizia che il chitarrista Igor Romanov avrebbe lasciato gli Alisa dopo quasi quindici anni di collaborazione, e il giorno successivo è stato reso noto il nome del nuovo chitarrista: Pavel Zelickij, polistrumentista fondatore dei PZ3O e autore di musiche per diversi film.
Il 6 settembre 2019 è stato pubblicato l'album Posolon' (Посолонь), pubblicato con l'aiuto del crowdfunding grazie al quale è stata raccolta la cifra record di 17,4 milioni di rubli.
Il 14 ottobre 2019 è stato annunciato sul profilo Instagram ufficiale della band che Evgenij Lëvin avrebbe lasciato il gruppo, sostituito da Aleksandr P'jankov.

### Anni duemilaventi
Nell'estate del 2021, durante la pandemia di COVID-19 in Russia, sono apparse informazioni su concerti "clandestini" degli Alisa senza test e certificati. Secondo alcuni resoconti, gli inviti agli eventi previsti per il 9 e 10 luglio al Lendok di San Pietroburgo sono stati inviati tramite Telegram in segretezza. Il prezzo del biglietto era di 5000 rubli in contanti e nella sala era vietato fotografare e filmare. In base alle informazioni ricevute, il Comitato per la Cultura di San Pietroburgo ha effettuato un'indagine. Il concerto non è mai stato confermato ufficialmente, ma a causa della mancanza di documenti di autorizzazione per le "riprese", la società affittuaria del locale ha dovuto pagare una sanzione amministrativa.
Il 1º febbraio 2022, Konstantin Kinčev ha annunciato l'inizio delle registrazioni di un nuovo doppio album Dudka, pubblicato tramite crowdfunding. Fino al 1 settembre, gli ascoltatori hanno avuto la possibilità di preordinare la pubblicazione.
Il 13 novembre 2023, l'ex chitarrista e cofondatore del gruppo Andrej Šatalin è morto all'età di 63 anni.
Nel 2024 il gruppo ha annunciato il ventitreesimo album, Gojda (Гойда).

## Armija Alisa
Dopo la pubblicazione di Šabaš, Konstantin Kinčev propose di riunire i fan degli Alisa di tutto il paese nel fan club Armija Alisa. Inizialmente, il club promuoveva l'acquisto di articoli della band, oltre a concedere ai fan alcuni privilegi per la partecipazione ai concerti.
Nel 1991-1992 il fan club e la band pubblicarono la rivista Šabaš con i fondi di Kinčev e Samojlov. Allo stesso tempo, un programma settimanale di un'ora Armija Alisa veniva trasmesso dalla stazione radio SNC. Sia il giornale che il programma radiofonico non durarono a lungo, poiché erano progetti non commerciali.
Nel 1993 il fan club, insieme alla band, entrò in una crisi causata dal suicidio di Igor' Čumyčkin. Allo stesso tempo divenne chiaro che la struttura del club doveva essere rivista.
Nel 1995 il club venne riformato e diede maggiore importanza non al club in sé e alla sua struttura, ma ai normali membri dell'Armija.
La comparsa del sito ufficiale della band alisa.net nel 1996 e la diffusione di Internet hanno contribuito al passaggio del fan club a un livello qualitativamente nuovo. Attualmente, Armija Alisa non è un'organizzazione nel senso letterale del termine, alla quale si può "aderire" o essere "accettati", ma è costituita da tutti coloro che sostengono la band.
Esiste anche una serie di società e suddivisioni separate dell'Armija, come i Krasno-čërnaja sotnja e i Čerepa di San Pietroburgo, nonché l'"Armija žizni" di Mosca e la R.B.S. (Red-Black Support). I membri di queste società sono impegnati in varie attività come la distribuzione di gadget e merchandise.

## Formazione
- Konstantin Kinčev — voce, chitarra, autore di testi e musica (1984 - oggi), tastiere in studio (2010 - oggi)
- Pëtr Samojlov — voce (1983), chitarra (1985—1986), basso, cori, chitarra acustica, co-autore di testi e musica (1986 - oggi)
- Dmitrij Parfënov — tastiere, programmazione, chitarra, cori (2000 - oggi)
- Andrej Vdovičenko — percussioni (2003 - oggi)
- Pavel Zelickij — chitarra, cori (2018 - oggi)
- Aleksandr P'jankov — chitarra (2019 - oggi)

### Ex membri
- Boris Borisov — sassofono, voce (1983—1984)
- Svjatoslav Zaderij — voce, basso (1983—1986)
- Andrej Šatalin — chitarra (1983—1985, 1986—1988, 1989—2003)
- Pavel Kondratenko — tastiera (1983—1988)
- Michail Nefëdov — batteria (1983—2003)
- Aleksandr Žuravlëv — sassofono (1987—1988)
- Igor' Čumyčkin — chitarra, cori (1988—1993)
- Andrej Korolëv — tastiera, cori (1989—1993)
- Aleksandr Ponomarëv — chitarra (1997—1998)
- Igor' Romanov — chitarra (2003—2018)
- Evgenij Lëvin — chitarra (1998—2019)

## Discografia

### Album in studio
- 1985 – Ėnergija
- 1987 – Blok ada
- 1989 – Šestoj lesničij
- 1989 – St. 206 č. 2
- 1991 – Šabaš
- 1993 – Dlja tech, kto svalilsja s Luny
- 1994 – Čërnaja metka
- 1996 – Jazz
- 1997 – Duren'
- 2000 – Solncevorot
- 2001 – Tancevat'
- 2003 – Sejčas pozdnee, čem ty dumaeš'
- 2005 – Izgoj
- 2007 – Stat' Severa
- 2008 – Pul's chranitelja dverej labirinta
- 2010 – Ъ
- 2011 – 20.12
- 2012 – Sabotaž
- 2014 – Cirk
- 2016 – Ėkscess
- 2019 – Posolon'
- 2022 – Dudka
- 2024 – Gojda

### Album dal vivo
- 1995 – Akustika. Čast' 1
- 1995 – Alisa na Šabolovke
- 1996 – Akustika. Čast' 2
- 1998 – Pljas Sibiri na beregach Nevy
- 2000 – Akustika. Čast' 3
- 2002 – Akustika. Čast' 4
- 2005 – My vmeste XX let
- 2007 – Zvezda po imeni „Rok“
- 2022 – Dudka (Live, 19.11.2022)
- 2022 – Akustika. Podpol'e
- 2024 – XXXX Live, 10.11.2023, DS Jubilejnyj

### Raccolte
- 1996 – Legendy russkogo roka. AlisA
- 2000 – Ėnciklopedija Rossijskogo roka. AlisA
- 2000 – Zvëzdnaja serija
- 2002 – Idi ko mne
- 2001 – MR3 Collection. AlisA
- 2001 – Grand Collection. AlisA
- 2003 – Trinadcat'
- 2003 – Teatr tenej
- 2008 – Lučšie liričeskie pesni
- 2009 Lučšee
- 2012 – Lučšaja kollekcija. AlisA
- 2014, 2015 – Lučšee za 30 let

### Singoli
- 1987 – Min'on
- 1995 – Jazz
- 2003 – Bez kresta
- 2005 – Sinij predel
- 2006 – Rok-n-roll — ėto…
- 2010 – Ъ
- 2016 – 2016
- 2018 – Moskva
- 2019 – Pulja
- 2022 – Strach i kontrol'
- 2023 – Risk

### Compilation
- 1986 – Red Wave
- 1988 – Leningradskij rok-klub
- 1989 – L'dinka (Muzykal'nyj Klub „Krest'janki“)
- 1989 – De Lenine A Lennon
- 1989 – Epoka Dla Nas
- 1990 – Leningradskij festival' rok-muzyki (6-j rok-festival')
- 1991 – Odnaždy v Rok-klube
- 1991 – Rok protiv terrora
- 1991 – 10 let Piterskomu rok-klubu
- 1993 – Greenpeace Rocks
- 1994 – Pesni dlja Tani M. Mir skazak
- 1995 – My idëm na Vostok
- 1996 – Djadja Miša In Rock
- 1996 – Strannye skački
- 1996 – Live Radio 101
- 1996 – Maxidrom II
- 1997 – Maxidrom III
- 1997 – 101 Chit. Vypusk 3
- 1999 – Mir v našich rukach
- 2000 – Postal'bom
- 2000 – Maxidrom VII
- 2001 – 20 let Piterskomu rok-klubu
- 2002 – XXXL 7 Rok
- 2003 – Moj drug — muzykant
- 2004 – Kryl'ja 2004
- 2005 – Rock SOJuZ № 1
- 2010 – Nikita Zajcev: Poslezvučie
- 2014 – Spasëm mir
- 2014 – Serebro i slëzy

## Videografia
- 1985 - Meloman
- 1987 - My vmeste
- 1987 - Ėksperimentator
- 1989 - Aėrobika
- 1994 - Paskuda
- 1994 - Ateist
- 1994 - Belaja nevesta
- 1996 - Dožd'
- 1996 - Lunnyj val's
- 1997 - Trassa E-95
- 2000 - Roždestvo
- 2001 - Vereteno
- 2001 - My deržim put' v storonu lesa
- 2003 - Nebo slavjan
- 2003 - Rodina
- 2005 - Rok-n-Roll krest
- 2007 - Na poroge neba
- 2008 - Vlast'
- 2010 - Žizn' struny
- 2017 - Deti poslednich dnej
- 2017 - Nae@ali
- 2018 - Rabota
- 2018 - Šabaš
- 2019 - Akrobaty snov
- 2022 - Strach i kontrol'
- 2022 - Ja byl včera ubit
- 2022 - Vzryv (Vse po švam)
- 2022 - Vsem gAret'

## Filmografia
- 1985 - Perestupit' čertu
- 1986 - Jja-Chcha
- 1986 - Vzlomščik